# 日月凌空
《日月凌空》是一部2008年首播的中国大陆长篇古装剧，由南京电影制片厂、晓庆影视文化传播有限公司和江苏华夏影视文化传媒有限公司联合摄制，路奇执导，并由刘晓庆、黄圣依、马晓伟、焦恩俊、刘文治、侯永生等领衔主演，刘晓庆同时担任该剧的艺术总监。全剧以唐高宗中期至神龙革命结束共四十余年的历史为背景，讲述了一代女皇武则天在巴蜀才女谢瑶环的帮助下逐渐巩固权力、登上帝位、治理国家直至最终被逼退位的事迹，这也是剧中主演刘晓庆继1995年的长篇电视剧《武则天》后第二次饰演这一角色。
本剧于2006年4月5日在西安大唐芙蓉园正式开机拍摄，同年8月下旬在河北涿州影视城杀青关机，并原定于2007年在中央电视台首播，后因故取消。直到2008年12月4日，本剧在香港无线剧集台率先播出。大陆地区则直到2010年6月24日才在上海电视台电视剧频道开播，2012年3月15日在厦门卫视十点档上星播出。

## 真实性
本劇情節基本虛構，真實人物提早年代登場也不合乎史實，故未能當作正史來看待。如韋麗娘、賀蘭敏月、楊美云、鄭淑等人的名字皆是虚构。

## 主要登場人物
- 武則天（劉曉慶飾演）：唐高宗皇后，中國歷史上唯一女皇帝，具有睿智果斷的政治手腕，讓唐朝國富民強，可是她始終無法得到朝廷主張皇后應該嚴守傳統婦道的大臣們支持。為了鞏固自己的地位，武則天曾不惜誅殺丞相九族招來非議和殺機，儘管如此她還是開創了大唐一片盛世。
- 謝瑤環（黃聖依飾演）：巴蜀名醫謝敖的次女，文武雙全具有男子豪爽直率的氣概，她原先在太平公主的滿月宴上見識武則天的魅力，對她相當佩服，但是後來武則天下令誅殺父親好友上官儀九族釀成人間慘劇，扭轉對武則天的評價想幫忙報仇。武則天對謝瑤環則非常惜才，儘管知道她有企圖，依然冊封為尚宮，命她時時監視和勸諫自己的言行。然而謝瑤環性格上過於衝動的缺點，使她經常被誣陷以及過失殺人，武則天派她討伐太湖叛軍，她在當地卻被朝廷誤會成協助叛軍，在廝殺中受重傷下落不明，後來隱姓埋名流離各地。

## 其他登場人物
- 賀蘭敏之（焦恩俊飾演）：武則天的外甥，性格狂妄跋扈又喜縱情聲色，他暗知自己的母親韩国夫人是被姨母害死，有報仇血恨的意圖。他後來被武三思設計姦殺未來的太子妃，又在被言語刺激下在牢中自盡結束生命。
- 李治（馬曉偉飾演）：唐朝第三任皇帝即唐高宗，性格優柔寡斷不善處理政務，晚年又縱情聲色體弱多病，因此才會有出現只有皇帝親政國家不會富強的耳語。他的判斷能力也不是很好，經常因別人的片面之詞就誤信，後來都是靠武則天的處理才使得事件真相大白。
- 賀蘭敏月（張舒羽飾演）：武則天的外甥女，賀蘭敏之的妹妹，原先被冊封魏國夫人，可是唐高宗一次驚見她麗質天生，和她發生關係，事後還加封為婕妤及貴妃。武則天原來對亂倫一事非常憤怒[註 1]，唐高宗更曾經為了保護賀蘭敏月，同意上官儀廢后的主張。賀蘭敏月對姨母非常的恐懼，深怕會被姨母遭到毒手，不過後來武則天默許下，曾暫時和睦相處一段時間。可是武三思等人害怕她越得寵，越威脅到武家在宮中的生存，因此在封禪泰山沒多久，暗中將她毒死，賀蘭敏月的慘死讓賀蘭敏之以為是武則天主使的。
- 武團兒（龍一儀飾演）：武則天的貼身尚宮，心懷不軌，多次協助武三思謀害他人，和謝瑤還不和。後來她被捲入賀蘭敏之姦殺事件，武三思擔心她會把過去的勾當全說出來，於是暗中將她毒死。
- 李弘：武則天長子，溫順恭遷很得武則天喜歡，然而體弱多病有呼吸中止的症狀，靠御醫的治療延長生命。後來武則天寵信道士明崇儼，讓他服用仙丹五金石，結果只能短暫的好轉，最後不幸病逝。
- 李賢：武則天次子，性格跟母親相同，喜歡謝瑤環但無法奪其芳心。他和明崇儼不和，明崇儼為了陷害他，將一個孌童打扮成謝瑤環的模樣勾引發生關係。李賢也因為被揭發藏有兵器被控意圖逆謀，被廢黜且流放到巴州。武則天曾在廢黜李顯後欲將他迎回登基，但是他提早被陷害，上吊自盡。
- 李顯：武則天三子，即唐中宗，性格跟唐高宗一樣，因失言要將國家大事交給韋玄貞，被武則天廢黜。他原先被指婚給金山郡主花吉娜娜，可是後來娶了韋氏。
- 太平公主：武則天幼女。
- 謝敖（李道君飾演）：巴蜀名醫文武雙全，在太平公主滿月宴上用針灸救治罹患腦溢血的唐高宗，受到二聖信任，將其留在身邊醫治皇室眾人。儘管如此他還是成為武三思的眼中釘。
- 謝瑤瑋（文清飾演）：謝瑤環的姐姐，沉靜嫺雅。
- 武三思（劉向京飾演）：武元慶長子，武則天姪子，性格陰險歹毒，為了一己喜好或保住武氏的地位，設計謀害不少人，事後又憑著皇親國戚身分逍遙法外。
- 武懿宗（于樂飾演）：武三思姪子，和武三思狼狽為奸，他後來因涉及毒害賀蘭敏月東窗事發，混亂中被謝瑤環一劍刺死。
- 上官儀（劉文治飾演）：唐高宗丞相，反對二聖比肩臨朝的保守派大臣，儘管武則天曾經跟他辯論也敗在武則天之下，但是依然懷有迂腐的觀念。唐高宗寵幸賀蘭敏月要廢掉武則天，命他起詔，他因此被武則天誅殺九族。
- 上官庭芝（袁滿飾演）：上官儀的獨子。
- 上官婉兒：上官庭芝被處斬後，在西市刑場出生的遺腹女。原來按照皇令她也不能倖免，後來武則天顧慮上官體不能失傳，且有意栽培她為和祖父並駕齊驅的才女，安排她和母親住在宮中的絕肖齋。
- 喬知之（李宗翰飾演）：原是武三思的門客，一次見義勇為出面想相救遭到挾持的賽紅拂，但不善武功被痛打一頓，事後又被誤會和賽紅拂勾搭通姦，被賀蘭敏之和武三思記恨在心。武則天賜婚於他和賽紅拂，但婚後第二天賽紅拂被設計伺候武三思，賽紅拂不從跳樓自盡，他也跟著自刎身亡。
- 賽紅拂（時代美飾演）：賀蘭敏之的歌伎，被武三思所覬覦，她在被明崇儼脅迫就範時認識挺身而出的喬知之，和他發生感情，在武則天准許下順利結為夫妻。可是武三思欲霸王硬上弓，讓她和喬知之雙雙死於非命。
- 明崇儼（羅維倫飾演）：於長安意圖強姦賽紅拂，重傷挺身而出的喬知之，後被謝瑤環發現逮捕，押解路中逃脫，逃往洛陽，自創九轉神教，乃不學無術的無賴道士，靠著宣稱能治百病的五金石行騙，後來進宮成為武則天的寵臣。但是他的仙丹讓很多人紛紛發生狀況，最後死於暗殺。
- 楊美云：楊思儉之女，原是李弘未來太子妃人選，但是在大婚前夕，被神志不清的賀蘭敏之誤認是賽紅拂，強行將她侮辱，她在暴力之下窒息死亡。
- 韋麗娘（程麗莎飾演）：楊美云過世後的第二順位太子妃人選，不料李弘和李賢先後去世和廢黜，她於是嫁給太子第三順位的李顯。她工於心計且淫蕩放肆，背地和武三思通姦。
- 鄭揚（閻峰飾演）：隋朝皇室後裔，在祖命下立志光復大隋，並意圖殺害武則天。他愛上謝瑤環，但在祖命下差點要成為死敵，後來決定一心一意保護謝瑤環，陪同她流離各地，不知不覺中佩服武則天具有雄才大略的能力。
- 鄭淑（李彤飾演）：鄭揚的族妹，上官婉兒之母，她原先也是死囚，在相救下逃亡一陣子，武則天知道後將她召回，要她好好撫養上官婉兒。
- 鄭嵐（付于幸子飾演）：鄭揚的堂妹，對鄭揚有好感，因此對謝瑤環非常忌恨。
- 李勣（侯永生飾演）：原姓徐，三朝元老，受封英國公並賜姓李，是當年將武則天帶入宮中，因此武則天非常尊敬他，他也很擁戴武則天。曾私下傳授謝瑤環武藝，要她在泰山封禪上保護武則天。
- 李敬業（沈磊飾演）：李勣孫子，不滿祖父過度擁戴武則天，因此常被祖父斥責。李勣死後他繼承爵位，主張反武革命，還謊稱過世的李賢還在人世企圖混淆視聽的陰謀，他最後還想登基為帝，造反失敗後被部下殺死。
- 仙客來（謝琍飾演）：北胡女官，擁有一身武藝和舞藝，性格也頗為豪爽。她和陳子昂、謝瑤環義結金蘭，並一起行俠仗義。在泰山封禪上受到武則天的青睞，冊封其隨侍女官，成為武則天身邊的女性侍衛。
- 精　衛（饒潔湘飾演）：李譔的侍婢，奉主公之命在泰山封禪上行刺武則天，不料陰謀被李勣提早得知，在相鬥下輸給謝瑤環和仙客來（但大家以為她們是在跳劍舞獻藝）。武則天封她為壽昌縣君忍夫人，李譔認武則天乃假仁假義，事後仍會追究行刺一案，堅持返回通州起兵造反，精衛苦勸，被李譔視為變節，李譔欲刺死精衛，謝瑤環相救欲殺李譔，精衛情急為李譔擋劍而亡。
- 陳子昂（姜峰飾演）：著名才子，摔斷胡琴且慷慨陳詞指出朝廷不招募賢才的問題轟動長安，時微服出巡的武則天因此封他官職，他也很效忠武則天，佩服其女子難得的睿智和見識。
- 駱賓王（楊子飾演）：初唐四傑之一，謝瑤瑋的丈夫，響應李敬業的起事並寫下著名的《討武氏檄》。
- 薛懷義（順海濱飾演）：
- 許敬宗（郭景華飾演）：
- 狄仁傑（劉偉明飾演）；
- 裴炎（趙守凱飾演）：
- 周興（鍾超飾演）：來俊臣之同僚，同為詳刑寺官員，為人陰險毒辣，經常羅織罪名誣陷忠臣。
- 來俊臣（張欣飾演）：起初為為詔書用璽之官員，後因皇帝欲下召廢后，事先得知，向武則天通風報信，因而升為詳刑寺官員，為人陰險毒辣，經常羅織罪名誣陷忠臣。
- 李譔（李翰君飾演）：
- 李誠（郭洪波飾演）：李譔之弟。
- 王伏靈（陳辰飾演）：
- 王伏胜（馬云飾演）：

## 播出
- 香港
  - 高清翡翠台
  - 無線劇集台
- 台灣
  - 年代Much台（2009年）

## 外部連結
- 日月凌空-年代官網 （页面存档备份，存于）
- 日月凌空-愛爾達頻道 （页面存档备份，存于）
- 日月凌空-新浪 （页面存档备份，存于）

## 作品的變遷
| 香港 高清翡翠台 週一至週五 下午18:30-19:00（其他重播時段請參見這裡） | 香港 高清翡翠台 週一至週五 下午18:30-19:00（其他重播時段請參見這裡） | 香港 高清翡翠台 週一至週五 下午18:30-19:00（其他重播時段請參見這裡） |
| -------------------------------------------------------------------- | -------------------------------------------------------------------- | -------------------------------------------------------------------- |
|                                                                      | 日月凌空 （2009.8.17 - 2010.1.5）                                    |                                                                      |
| 六點半新聞報道 （2009.6.15 - 2009.8.14）                             | 食客 （2010.1.6 - 2010.4.5）                                         |                                                                      |